# Fables of the Reconstruction
Fables of the Reconstruction, também conhecido como Reconstruction of the Fables, é o terceiro álbum de estúdio da banda americana de rock alternativo R.E.M., lançado pela I.R.S. Records em 10 de junho de 1985. O álbum produzido por Joe Boyd foi o primeiro gravado pelo grupo fora dos Estados Unidos. É um álbum conceitual com temas e personagens de contos góticos do sul americano.

## História
Apesar do público crescente e da aclamação da crítica pela banda após seus dois primeiros álbuns, Murmur e Reckoning, o R.E.M. decidiu fazer mudanças notáveis em seu estilo de música e hábitos de gravação, incluindo a mudança de produtor, que viria a ser Joe Boyd, e do local de gravação, desta vez em Londres, Inglaterra. Boyd era mais conhecido por seu trabalho com músicos ingleses de folk contemporâneo, incluindo artistas como Fairport Convention e Nick Drake.
Ainda era um disco conceitual para os padrões do R.E.M.: liricamente, o álbum explora a mitologia e a paisagem do sul, e o título e refrão de "Cant Get There from Here", o primeiro single do álbum (intencionalmente incorreto, como a maioria das contrações e possessivos nos títulos R.E.M.), é um coloquialismo rural americano às vezes usado em resposta a um pedido dos viajantes por direções difíceis (o vídeo da música recebeu uma transmissão na MTV).

## Música e temas líricos
A música de abertura, "Feeling Gravitys Pull" (sic), descreve o adormecer durante a leitura; as letras de Michael Stipe também fazem referência ao fotógrafo surrealista Man Ray, dando o tom para o álbum. A música foi uma partida musical para a banda, usando uma figura sombria e cromática de guitarra de Peter Buck, e um quarteto de cordas, enquanto os álbuns anteriores do R.E.M. foram abertos com canções de rock rítmicas e "jangly".
"Maps and Legends" se encaixa no som anterior e apresenta vocais de harmonia distintos do baixista Mike Mills, cantando letras diferentes de Stipe. A música é dedicada ao reverendo Howard Finster, um notável artista outsider que a banda considerou "um homem de visão e sentimento - um bom exemplo para todos" (Finster criou a capa de Reckoning no ano anterior).
"Driver 8" descreve o cenário em torno dos trilhos de trem em termos um tanto abstratos. Os trens são um tema frequente na música rural americana, sugerindo a liberdade e a promessa de uma fuga do ambiente doméstico. Impulsionado por um riff de guitarra distinto, "Driver 8" foi uma das músicas do álbum que foram executadas nas rádios universitárias e a gravadora também autorizou a criação de um videoclipe.
Começando com uma introdução suave, "Life and How to Live It" nos carrega através de outro arranjo atmosférico de folk rock e narrativas referenciadas. Sem mencioná-lo pelo nome, a música era sobre o autor Brivs Mekis, de Athens, Georgia, como mencionado na performance ao vivo no disco bônus And I Feel Fine... (Mekis escreveu um livro intitulado Life: How to Live e mandou imprimi-lo, apenas para ter todas as cópias existentes empilhadas em seu armário).
Grande parte do material de composição da banda nessa época veio das próprias experiências dos membros, que viajaram pelo país em turnês quase constantes nos anos anteriores, bem como de um crescente senso de ativismo político que encontraria expressão nos álbuns subsequentes, Lifes Rich Pangeant e Document. Stipe disse posteriormente que suas letras anteriores nunca tiveram realmente nenhum significado literal, e que a essa altura ele havia começado a escrever letras que contavam histórias.
A música "Green Grow the Rushes" é um excelente exemplo, que contém a estrofe "the amber waves of gain", que o biógrafo Marcus Gray pensa ser sobre trabalhadores agrícolas migrantes e que também faz alusão à música folclórica "Green Grow the Rushes, O". Natalie Merchant afirmou que essa música foi escrita como parte de um pacto que ela fez com Stipe para escrever músicas sobre o genocídio dos nativos americanos; sua música, "Among the Americans", apareceu no álbum de 1985 do 10,000 Maniacs, The Wishing Chair.
"Kohoutek" (escrito incorretamente como "Kahoetek" nas notas de encarte do álbum) faz referência ao cometa Kohoutek, e talvez seja uma das primeiras músicas do R.E.M. sobre um relacionamento romântico, usando o cometa como uma metáfora de um amante: "like Kohoutek, you were gone" (traduzindo: "como Kohoutek, você se foi").
A música "Auctioneer (Another Engine)" se desvia do som típico do R.E.M. da época, com riffs de guitarra irregulares e mais referências aos velhos modos de vida rurais.
A lamuriosa "Good Advices" contém a seguinte letra de Stipe, citada em contextos musicais e literários: "When you meet a stranger, look at his shoes / keep your money in your shoes" (traduzindo: "Quando você encontrar um estranho, olhe para os sapatos dele / mantenha seu dinheiro em seus sapatos".
A celebração de um indivíduo excêntrico é o tema de "Old Man Kensey" (que tem letras do amigo de Stipe, Jeremy Ayers) e da faixa final "Wendell Gee". A última, uma balada com piano e mais harmonias de Berry e Mills, foi o terceiro e último single do álbum apenas no Reino Unido, embora não tenha causado nenhuma impressão comercial por lá.

## Lançamento
Após o lançamento, Fables of the Reconstruction alcançou o 28º lugar nos Estados Unidos (alcançando o disco de ouro em 1991) e foi a melhor performance da banda nas paradas do Reino Unido até então, chegando ao 35º lugar. Gravado durante um período de conflito interno - em grande parte devido à sensação de deslocamento dos membros da banda e um inverno desagradável em Londres - a visão pouco entusiasmada da banda sobre o álbum é pública há anos e é frequentemente refletida entre os fãs e a imprensa. O baterista Bill Berry foi citado no início dos anos 90, dizendo que Fables of the Reconstruction "era péssimo". O guitarrista Peter Buck descartou o single "Driver 8" dizendo: "Eu posso escrever esse tipo de coisa enquanto durmo". O vocalista Michael Stipe uma vez compartilhou da opinião, mas posteriormente disse que a considera a coleção mais forte de músicas entre os álbuns dos anos 80, afirmando ao produtor Joe Boyd que ele aprendeu a amar o álbum.
Peter Buck, nas notas de encarte da edição de luxo de 25º aniversário, disse: "Ao longo dos anos, um certo equívoco se formou sobre Fables of the Reconstruction se formou. Por alguma razão, as pessoas ficaram com a impressão de que os membros do REM não gostam o disco. Nada poderia estar mais longe da verdade. [...] É um favorito pessoal e estou realmente orgulhoso de como ele é estranho. Ninguém, exceto o R.E.M., poderia ter feito esse disco."
Fables era frequentemente caracterizada por um ritmo lento e um som intencionalmente sombrio, em contraste com o som mais alegre e "jangly" (se igualmente abstrato) do material anterior do R.E.M.. No entanto, o foco em instrumentos do folk americano, como o banjo em "Wendell Gee" e algumas orquestrações adicionais (instrumentos de cordas em "Sentindo Gravitys Pull" e metais honking em "Cant Get There from Here") iniciou a rota da banda em direção ao som acústico, em camadas, que eles adotaram para seu avanço popular no final dos anos 80 e no começo dos anos 90, com álbuns como Document, Green, Out of Time e Automatic for the People.

## Recepção
| Críticas profissionais        | Críticas profissionais |
| Avaliações da crítica         | Avaliações da crítica  |
| Fonte                         | Avaliação              |
| ----------------------------- | ---------------------- |
| AllMusic                      | [ 2 ]                  |
| The A.V. Club                 | A                      |
| Chicago Tribune               | [ 9 ]                  |
| Entertainment Weekly          | B−                     |
| Pitchfork                     | 8.5/10                 |
| Q                             | [ 12 ]                 |
| Rolling Stone                 | [ 13 ]                 |
| The Rolling Stone Album Guide | [ 14 ]                 |
| Uncut                         | [ 15 ]                 |
| The Village Voice             | B+                     |

Fables of the Reconstruction, no geral, recebeu críticas positivas. Parke Puterbaugh, da Rolling Stone, atribuiu quatro estrelas de cinco ao álbum, afirmando: "ouvir Fables of the Reconstruction é como acordar em um mundo ameaçador, mas maravilhoso, abaixo daquele que conhecemos." Robert Christgau, do Village Voice, afirma que "trocando energia por texturas cada vez mais ricas, seu impressionismo sacrifica seu nervosismo paradoxal: é doloroso, mais lento, solidamente fundamentado, mas ainda assim mais difícil de dançar."

## Lista de faixas
Todas as faixas escritas e compostas por Bill Berry, Peter Buck, Mike Mills e Michael Stipe, exceto onde indicado. 
| N.º | Título                        | Compositor(es)                           | Duração |  |
| 1.  | "Feeling Gravitys Pull"       |                                          | 4:51    |  |
| 2.  | "Maps and Legends"            |                                          | 3:10    |  |
| 3.  | "Driver 8"                    |                                          | 3:23    |  |
| 4.  | "Life and How to Live It"     |                                          | 4:06    |  |
| 5.  | "Old Man Kensey"              | Jeremy Ayers, Berry, Buck, Mills e Stipe | 4:08    |  |
| 6.  | "Cant Get There from Here"    |                                          | 3:39    |  |
| 7.  | "Green Grow the Rushes"       |                                          | 3:46    |  |
| 8.  | "Kohoutek"                    |                                          | 3:18    |  |
| 9.  | "Auctioneer (Another Engine)" |                                          | 2:44    |  |
| 10. | "Good Advices"                |                                          | 3:30    |  |
| 11. | "Wendell Gee"                 |                                          | 3:01    |  |

## Créditos
R.E.M.
- Bill Berry – bateria, backing vocals (creditado como "WT Berry – Best Boy")
- Peter Buck – guitarra, banjo, gaita (creditado como "PL Buck – Ministry of Music")
- Mike Mills – baixo, backing vocals, piano (creditado como "ME Mills – Consolate Mediator")
- Michael Stipe – vocais (creditado como "JM Stipe – Gaffer Interpreter")

Músicos adicionais
- David Bitelli – saxofone tenor e barítono em "Cant Get There from Here"
- Camilla Brunt – violino em "Feeling Gravitys Pull"
- Jim Dvorak – trompete em "Cant Get There from Here"
- Philippa Ibbotson – violino em "Feeling Gravitys Pull"
- David Newby – violoncelo em "Feeling Gravitys Pull"
- Pete Thomas – saxofone tenor em "Cant Get There from Here"

Produção
- Joe Boyd – produção
- Berry Clempson – engenharia de áudio
- Tony Harris – engenharia de áudio
- M. K. Johnston – fotografia e arte

## Tabelas e certificações
Álbum
| Ano  | Tabela            | Posição |
| ---- | ----------------- | ------- |
| 1985 | EUA Billboard 200 | 28      |
| 1985 | UK Albums Chart   | 35      |

Singles
| Ano  | Música                     | Tabela                           | Posição |
| ---- | -------------------------- | -------------------------------- | ------- |
| 1985 | "Cant Get There from Here" | Billboard Mainstream Rock Tracks | 14      |
| 1985 | "Driver 8"                 | Billboard Mainstream Rock Tracks | 22      |

### Certificações
| Organização           | Certificação | Data                |
| --------------------- | ------------ | ------------------- |
| RIAA – Estados Unidos | Ouro         | 24 de junho de 1991 |